# Bellerive-sur-Allier
Bellerive-sur-Allier é uma comuna francesa na região administrativa de Auvérnia-Ródano-Alpes, no departamento Allier. Estende-se por uma área de 18,98 km². Em 2010 a comuna tinha 8 866 habitantes (densidade: 467,1 hab./km²).